# فرانك ليلاند
فرانك ليلاند (بالإنجليزية: Frank Leland)‏ هو لاعب كرة قاعدة أمريكي، ولد في 1869 في ممفيس في الولايات المتحدة، وتوفي في 14 نوفمبر 1914 في شيكاغو في الولايات المتحدة.